# Exhibition sexuelle en droit français
En droit français, l'exhibition sexuelle est l'exécution en public ou dans un lieu accessible à la vue de tous, d'actes sexuels  sur soi-même ou la personne d'autrui, et susceptibles d'outrager la pudeur d'autrui.

## Exhibition sexuelle dans le cadre du droit pénal français
L'exécution d'actes sexuels comprend :
- l'exécution active : masturbation, rapport sexuel
- l'exécution passive : exhibition d'une partie du corps à caractère sexuel si elle est volontaire.

De plus, l'élément public doit être recherché ; le simple fait de pratiquer un acte sexuel en laissant même entrevoir l'action peut être qualifié d'exhibition sexuelle. Au contraire, si l'action se déroule dans un cadre fermé, un spectateur qui s'introduit dans la pièce ne peut pas prétendre être victime d'exhibitionnisme.

## Autres formes d'exhibition
L'apodysophilie est une forme d'exhibitionnisme dans laquelle le sujet ne se contente pas de montrer ses organes génitaux, mais éprouve le besoin de se déshabiller entièrement et de se montrer nu dans n'importe quel endroit.
Certains individus se lancent à eux-mêmes des défis consistant à abandonner leurs vêtements (en gardant parfois quelque chose aux pieds) et à se retrouver en état de nudité complète dans un lieu potentiellement fréquenté (immeuble, hôtel, parking, rue, autoroute, campagne, forêt, plage, musée, théâtre, cinéma, restaurant, bar...) sans possibilité immédiate de se cacher ou de se couvrir. Les adeptes de ces défis de nudité ("nude dares" ou "naked dares" en anglais) sont mus par le désir de mettre à l’épreuve leur propre pudeur en prenant le risque de se faire voir, mais sans souhaiter réellement être vus et sans forcément pratiquer d’acte sexuel (masturbation, orgasme) à cette occasion.

## Infraction en France
Le ministre de la Justice français a analysé le sens précis du terme dans le Journal officiel en réponse à une question posée par un député.

« Le garde des sceaux, ministre de la justice, a l'honneur de faire connaître à l'honorable parlementaire que le délit d'exhibition sexuelle est prévu et réprimé par l'article 222-32 du Code pénal entré en vigueur le 1er mars 1994, qui a remplacé l'ancien article 330 relatif à l'outrage public à la pudeur. Il convient à cet égard de préciser que la nouvelle incrimination est plus restrictive que pour le délit d'outrage public à la pudeur, puisqu'elle exige que l'acte soit imposé à la vue d'autrui d'une part et commis dans un lieu accessible aux regards du public d'autre part.
— En effet, pour caractériser l'infraction, il doit être démontré » au moins un des deux motifs suivants :
- « la personne poursuivie a eu la volonté délibérée de provoquer la pudeur publique »,
- « sa négligence n'a pas permis de dissimuler à la vue des tiers l'acte obscène.

— L'acte incriminé doit en effet constituer un geste ou une attitude déplacés au regard de la pudeur publique. »

Selon l'article 222-32 du code pénal, l'exhibition sexuelle imposée à la vue d'autrui dans un lieu accessible aux regards du public est punie d'un an d'emprisonnement et de 15 000 euros d'amende.
La loi condamne et réprime donc des motivations et non un simple état de nudité. Les actes peuvent être :
- une provocation[4] délibérée ou un acte obscène[5] non dissimulé ;
- un geste ou une attitude déplacé au regard de la pudeur publique ;
- une imposition de l'exhibition sexuelle.

Il est bien précisé qu'il s'agit d'un acte incriminé et non d'un état, qui doit donc être démontré comme motivé.
Les condamnations de femmes sont relativement rares. En 1965, une jeune fille est reconnue coupable d’outrage public à la pudeur pour avoir joué au ping-pong seins nus sur la Croisette à Cannes. La condamnation suivante pour exhibition sexuelle, le 17 décembre 2014, d'Éloïse Bouton, qui utilise la nudité à des fins de revendications politiques au sein des Femen, attire la colère de plusieurs personnalités féministes,.